# Largo (Maryland)
Largo es un lugar designado por el censo ubicado en el condado de Prince George en el estado estadounidense de Maryland. En el Censo de 2010 tenía una población de 10.709 habitantes y una densidad poblacional de 1.350,35 personas por km².

## Geografía
Largo se encuentra ubicado en las coordenadas 38°52′49″N 76°49′45″O / 38.88028, -76.82917. Según la Oficina del Censo de los Estados Unidos, Largo tiene una superficie total de 7.93 km², de la cual 7.93 km² corresponden a tierra firme y (0.03%) 0 km² es agua.

## Demografía
Según el censo de 2010, había 10.709 personas residiendo en Largo. La densidad de población era de 1.350,35 hab./km². De los 10.709 habitantes, Largo estaba compuesto por el 3.49% blancos, el 91.56% eran afroamericanos, el 0.31% eran amerindios, el 1.82% eran asiáticos, el 0% eran isleños del Pacífico, el 0.72% eran de otras razas y el 2.1% pertenecían a dos o más razas. Del total de la población el 2.59% eran hispanos o latinos de cualquier raza.